# Jamestown (Kansas)
Jamestown és una població dels Estats Units a l'estat de Kansas. Segons el cens del 2000 tenia 399 habitants.

## Demografia
Segons el cens del 2000, Jamestown tenia 399 habitants, 139 habitatges, i 92 famílies. La densitat de població era de 531,2 habitants/km².
Dels 139 habitatges en un 32,4% hi vivien nens de menys de 18 anys, en un 57,6% hi vivien parelles casades, en un 3,6% dones solteres, i en un 33,1% no eren unitats familiars. En el 28,8% dels habitatges hi vivien persones soles el 18% de les quals corresponia a persones de 65 anys o més que vivien soles. El nombre mitjà de persones vivint en cada habitatge era de 2,62 i el nombre mitjà de persones que vivien en cada família era de 3,25.
Per edats la població es repartia de la següent manera: un 27,6% tenia menys de 18 anys, un 7% entre 18 i 24, un 24,3% entre 25 i 44, un 17,3% de 45 a 60 i un 23,8% 65 anys o més.
L'edat mediana era de 37 anys. Per cada 100 dones de 18 o més anys hi havia 96,6 homes.
La renda mediana per habitatge era de 29.167 $ i la renda mediana per família de 33.750 $. Els homes tenien una renda mediana de 25.313 $ mentre que les dones 16.250 $. La renda per capita de la població era de 12.641 $. Entorn del 9,2% de les famílies i el 12% de la població estaven per davall del llindar de pobresa.

## Poblacions més properes
El següent diagrama mostra les poblacions més properes.